# Czirbusz Géza
Czirbusz Géza (Kassa, 1853. szeptember 17. – Budapest, 1920. július 10.) piarista szerzetes, földrajztudós, egyetemi tanár, író.

## Élete
A középiskolát Kassán, 1872-ben, a premontrei gimnáziumban, az egyetemet Budapesten végezte, ahol 1884-ben történelem-földrajz, 1890-ben német szakos középiskolai tanári oklevelet szerzett. 1886-ban A délmagyarországi bolgárok című dolgozatával doktorált. Mindezek mellett művészettörténetet, régészetet és filozófiát is hallgatott. A teológiát magánúton végezte el.
1873-ban mint egyetemi hallgató a Nemzeti Múzeum régiségtárában tevékenykedett. 1874. október 7-én – főként megélhetési okokból – belépett a piarista rendbe. 1878. június 10-én ünnepélyes fogadalmat tett, július 20-án pappá szentelték.
Tanított a rend iskoláiban Kecskeméten (1875-1877), Kisszebenben (1877-?), Nagykanizsán (?-?), Temesváron (1879-1883, 1899-1903), Veszprémben (1883-1884), Szegeden (1884-1889), Kolozsváron (1889-1891), Léván (1891-?), Székesfehérváron (?-?), Nagykárolyban (1892-1899), Sátoraljaújhelyen (1903-1906) valamint Nagybecskereken (1906-1910). Szaktárgyain kívül filozófiát és francia nyelvet is tanított.
1910-től az egyetemes földleírás nyilvános rendes tanára lett a Budapesti Egyetemen (ELTE).
Temesváron, mint a Délmagyarországi Természettudományi Társulat főtitkára működött, 1879-82 között ő szerkesztette a Természettudományi füzetek című kiadványt. Nevéhez fűződik a Délmagyarországi Néprajzi Múzeum megalapítása is.
Az erdélyi Kárpátegyesület választmányi tagja, a budapesti Néprajzi Társaság bolgár szakosztályának elnöke. 1915-ben a Szent István Akadémia II. osztálya tagjává választotta. A Magyar Állam című katolikus napilap tudományos rovatvezetője.
Tudományos műveinek a száma meghaladja a 170-et, ismeretterjesztő, publicisztikai írásainak száma egyelőre nem határozható meg. Legfőképpen földrajzi (föld- és néprajzi) területen alkotott, de történeti, közgazdasági, néprajzi, irodalomtörténeti, zenetörténeti, zeneelméleti, neveléstudományi, régészeti, művészettörténeti, sőt szépirodalmi művei sem hanyagolhatók el.

## A földrajztudós

### Egyetemi tanári kinevezése
Jóllehet, korábbi földrajzi munkáival jelentős visszhangot – s nem kevés irigységet – keltett, egyetemi tanári kinevezése óriási tudományos – és társadalmi – felzúdulást keltett. Kinevezésével ugyanis az elkötelezett katolikus Apponyi Albert kultuszminiszter gesztust kívánt gyakorolni a Katolikus Néppárt felé. Kinevezésének hírére a Magyar Földrajzi Társaság küldöttséget menesztett Bécsbe Ferenc Józsefhez, hogy elérjék: a király ne nevezze ki Czirbuszt egyetemi tanárrá.
Czirbusz működése, személyisége – nagy műveltsége és éles esze ellenére – komoly ellenérzést váltott ki a geográfusok között. Professzori kinevezése után az ellene folyó támadás egyik irányítója Teleki Pál lett. A Magyar Földrajzi Társaság pedig módszeresen igyekezett kiszorítani a szervezet életéből. A Földrajzi Közlemények pedig szinte szóra sem méltatta munkáit. Így munkássága a budapesti tudományegyetem földrajzi tanszékvezetőjeként törést jelentett a magyar földrajztudomány számára.

### Földrajzi munkássága
Munkássága a törést alapvetően nem is az emberföldrajzi (akkori nevén antropogeográfiai) vizsgálatok megjelenésével, hanem azzal okozott, hogy a magát Hunfalvy-tanítványnak valló Czirbusz tevékenysége ellenpólust jelentett a Lóczy Lajos-féle természettudományos beállítottságú iskolával szemben. Elődje kiforrott földrajzi tudományos és oktatási rendszere ellen fordulva kiküszöbölt a földrajzból minden természetrajzi vonást, különösen geológiai alapot, szembeállítva vele a társadalomföldrajzot. Fő tantárgya az antropogeográfia, melyet Friedrich Ratzel nyomán, de azt sajátos magyar szempontból jelentősen továbbfejlesztve tanított. Emberföldrajzi orientációját – katolikus hitéből fakadóan is – a teremtett ember istenképisége, a földi élet antropocentrikussága is alátámasztotta rendszerében.
Munkásságában újdonságot jelentett – a kortársainál szélesebb empirikus alapokon álló – regionális földrajzi szemlélete is. Érdemeként említhető a magyar tudományos földrajzi szaknyelv megújítása.
Mindezek miatt is az a tíz év, amit a katedrán töltött, visszhangtalanul múlt el a szakma számára. Súlyosabb gondot jelentett, hogy – néha durva hangú – vitacikkeivel, kifogásolható minőségű közleményeivel, évekre diszkreditálta a földrajz társadalomtudományi részét.

## Művei

### Földrajzi témájú művek
- A partingadozások földr. eloszoltsága. Temesvár, 1880
- Az óceáni medencék, mint földr. egyediségek. Temesvár, 1880
- A délmagyarországi bolgárok ethnológiai magánrajza. Temesvár, 1882
- Die südungarischen Bulgaren. Wien-Teschen, 1884
- A krassován bolgárok. Bp., 1883
- Balbi Adorján: Egyetemes földr-a. Átdolg. és bőv. 1-5. köt. 7 rész. Nagybecskerek, 1893–1905
- Hegyen-völgyön. Tárcagyűjtemény. Nagykároly, 1896
- Magyarország. Nagybecskerek, 1898
- Magyarország a XX. évszáz elején. Temesvár, 1902 Online
- Földrajz kézikönyv Kogutowicz Manó teljes földrajz atlaszához. 1-2. köt. Bp., 1904
- A délmagyarországi katlanvölgyekről. Temesvár, 1906
- A szegedi magyarság. Temesvár, 1906
- Nemzetek alakulása anthropogeográfiai szempontból. Nagybecskerek, 1910
- Homunculus, a nagy törtető. Hamerling Róbert gúnyos eposza. Budapest, 1912 (Klny. Cél)
- A nemz. művelődés geográfiája és a geográfiai fatalisták. Budapest, 1912
- A délmagyarországi németek. Budapest, 1913
- A temes- és torontálmegyei bolgárok. Uo., 1913
- Topografikus és geológiai földleírás. Uo., 1913
- A hegyek alakulásának újabb elmélete. Bp., 1914
- Albánia és az albán kérdés. Uo., 1915 (Klny. A Cél)
- Az eu. háborúnak geográfiai alapjai. Uo., 1915
- Anthropo-geográfia. 1-3. köt. Uo., 1915–1919
- Határnevek és hágók a Kárpátokban. – 1904: Kovács Gézával szerk. a Déli Kárpátok, a Délvidéki Kárpátegyes. folyóir-ának 1-4. füz-ét

### Egyéb művek
- Zene az ethnographiában. Szeged, 1885
- Göthe Hermann és Dorothea c. idyllikus eposzának tartalmi fejtegetése. Kolozsvár, 1890
- Wagner Richárd kultusza. Arad, 1913